# Eugenol
Eugenol er en organisk forbindelse, som består af guaiacol med en allylsubstituent. Eugenol er en klar til let gullig olieagtig væske, som kan ekstraheres fra visse æteriske olier, specielt fra nelliker, muskatnød og kanel. Den er kun meget lidt opløselig i vand, men letopløselig i organiske opløsningsmidler. Den har en behagelig krydret, nellikeagtig duft.

## Brug
Eugenol bruges i parfume, æteriske olier, som smagsstof og som lokalbedøvelse og til desinficering. Det blev tidligere brugt til produktionen af isoeugenol som blev anvendt til fremstilling af vanillin, indtil man gik over til at fremstille vanillin af rester fra papirproduktion. Sammen med zinkoxid danner eugenol en slags cement som benyttes af tandlæger.
Eugenolderivater, eller mere generelt metoxyfenolderivater, bruges til parfumer og som smagsstoffer. De benyttes også til midler der tiltrækker insekter, i UV-absorberende midler og til lokaldesinfektion. De bruges også i produktionen af stabilisatorer og antioxidanter til plastic og gummi.

## Toxicitet
En overdosis af eugenol kan give blod i urinen, diarre, krampeanfald, kvalme, bevidstløshed, sløvhed eller for hurtig hjerterytme.